# Acentrophryne
Acentrophryne — рід вудильникоподібних риб родини Linophrynidae. Містить два види. Поширені на сході Тихого океану.

## Види
- Acentrophryne dolichonema Pietsch & Shimazaki, 2005
- Acentrophryne longidens Regan, 1926

A. longidens виявлений у викопному стані у міоценових відкладеннях у місті Роуздейл (Каліфорнія).